# Danh sách vua Ngũ đại Thập quốc

## Thập Quốc

### Ngô
| Miếu hiệu                       | Thụy hiệu                                                                       | Danh tính                                | Thời gian sống | Niên hiệu          | Thời gian |
| ------------------------------- | ------------------------------------------------------------------------------- | ---------------------------------------- | -------------- | ------------------ | --------- |
| Thái Tổ (太祖)                  | Vũ Trung vương (武忠王) Vũ Đế (武帝)                                            | Dương Hành Mật (楊行密)                  | 852-905        | Thời gian tại vị   | 904-905   |
| Thái Tổ (太祖)                  | Vũ Trung vương (武忠王) Vũ Đế (武帝)                                            | Dương Hành Mật (楊行密)                  | 852-905        | Thiên Hựu (天佑)   | 904-905   |
| Liệt Tông (烈宗) Liệt Tổ (烈祖) | Uy vương (威王) Cảnh vương (景王) Cảnh Đế (景帝)                                | Dương Ác (楊渥)                          | 886-908        | Thời gian tại vị   | 905-908   |
| Liệt Tông (烈宗) Liệt Tổ (烈祖) | Uy vương (威王) Cảnh vương (景王) Cảnh Đế (景帝)                                | Dương Ác (楊渥)                          | 886-908        | Thiên Hựu (天佑)   | 905-908   |
| Cao Tổ (高祖)                   | Tuyên Vương (宣王) Tuyên Đế (宣帝)                                              | Dương Long Diễn (楊隆演) Dương Vị (楊渭) | 897-920        | Thời gian tại vị   | 908-921   |
| Cao Tổ (高祖)                   | Tuyên Vương (宣王) Tuyên Đế (宣帝)                                              | Dương Long Diễn (楊隆演) Dương Vị (楊渭) | 897-920        | Thiên Hựu (天佑)   | 908-919   |
| Cao Tổ (高祖)                   | Tuyên Vương (宣王) Tuyên Đế (宣帝)                                              | Dương Long Diễn (楊隆演) Dương Vị (楊渭) | 897-920        | Vũ Nghĩa (武義)    | 919-921   |
| —                               | Cao Thượng Tư Huyền Hoằng Cổ Nhượng hoàng đế (高尚思玄弘古讓皇帝) Duệ Đế (睿帝) | Dương Phổ (楊溥)                         | 900-938        | Thời gian tại vị   | 921-937   |
| —                               | Cao Thượng Tư Huyền Hoằng Cổ Nhượng hoàng đế (高尚思玄弘古讓皇帝) Duệ Đế (睿帝) | Dương Phổ (楊溥)                         | 900-938        | Thuận Nghĩa (順義) | 921-927   |
| —                               | Cao Thượng Tư Huyền Hoằng Cổ Nhượng hoàng đế (高尚思玄弘古讓皇帝) Duệ Đế (睿帝) | Dương Phổ (楊溥)                         | 900-938        | Can Trinh (乾貞)   | 927-929   |
| —                               | Cao Thượng Tư Huyền Hoằng Cổ Nhượng hoàng đế (高尚思玄弘古讓皇帝) Duệ Đế (睿帝) | Dương Phổ (楊溥)                         | 900-938        | Đại Hòa (大和)     | 929-935   |
| —                               | Cao Thượng Tư Huyền Hoằng Cổ Nhượng hoàng đế (高尚思玄弘古讓皇帝) Duệ Đế (睿帝) | Dương Phổ (楊溥)                         | 900-938        | Thiên Tộ (天祚)    | 935-937   |

### Ngô Việt
| Miếu hiệu         | Thụy hiệu                 | Danh tính                 | Thời gian tại vị | Niên hiệu                                                                |
| ----------------- | ------------------------- | ------------------------- | ---------------- | ------------------------------------------------------------------------ |
| Thái Tổ (太祖)    | Vũ Túc Vương (武肅王)     | Tiền Lưu (錢鏐)           | 907-932          | Thiên Bảo (天寶) 908-923 Bảo Đại (寶大) 923-925 Bảo Chính (寶正) 925-932 |
| Thế Tông (世宗)   | Văn Mục Vương (文穆王)    | Tiền Nguyên Quán (錢元瓘) | 932-941          | Không tồn tại                                                            |
| Thành Tông (成宗) | Trung Hiến Vương (忠獻王) | Tiền Hoằng Tá (錢佐)      | 941-947          | Không tồn tại                                                            |
| Không tồn tại     | Trung Tốn Vương (忠遜王)  | Tiền Hoằng Tông (錢倧)    | 947              | Không tồn tại                                                            |
| Không tồn tại     | Trung Ý Vương (忠懿王)    | Tiền Thục (錢俶)          | 947-978          | Không tồn tại                                                            |

### Mân
| Miếu hiệu      | Thụy hiệu                                                            | Danh tính                 | Thờì gian sống | Thời gian tại vị | Niên hiệu                                                                                          |
| -------------- | -------------------------------------------------------------------- | ------------------------- | -------------- | ---------------- | -------------------------------------------------------------------------------------------------- |
| Mân Thái Tổ    | Trung Ý Vương, sau là Chiêu Vũ Hiếu Hoàng đế                         | Vương Thẩm Tri (王審知)   | 862-925        | 909-925          | Khai Bình (909-911) Càn Hóa (911-915) Trinh Minh (915-921) Long Đức (921-923) Đồng Quang (923-925) |
| Không tồn tại  | Mân Tự Vương                                                         | Vương Diên Hàn (王延翰)   | ?-927          | 925-926          | Thiên Thành                                                                                        |
| Mân Huệ Tông   | Tề Túc Minh Hiếu Hoàng đế                                            | Vương Diên Quân (王延鈞)  | ?-935          | 926-935          | Thiên Thành (926-930) Trường Hưng (930-932) Long Khải (933-934) Vĩnh Hòa (935-936)                 |
| Mân Khang Tông | Thánh Thần Anh Duệ Văn Minh Quảng Vũ Ứng Đạo Đại Hoằng Hiếu Hoàng đế | Vương Kế Bằng (王繼鵬)    | ?-939          | 936-939          | Thông Văn (936-939)                                                                                |
| Mân Cảnh Tông  | Duệ Văn Quảng Vũ Minh Thánh Nguyên Đức Long Đạo Đại Hiếu Hoàng đế    | Vương Diên Hi (王延羲)    | ?-944          | 939-943          | Vĩnh Long (939-943)                                                                                |
| Không tồn tại  | Không tồn tại                                                        | Chu Văn Tiến (朱文進)     | ?-945          | 943-945          | Không rõ                                                                                           |
| Mân Ân Đế      | Thiên Đức Đế (nước Ân)                                               | Vương Diên Chính (王延政) | ?-951          | 943-945          | Thiên Đức (943-945)                                                                                |

### Thanh Nguyên tiết độ sứ
| Danh tính               | Thời gian tại vị |
| ----------------------- | ---------------- |
| Lưu Tùng Hiệu (留从效)  | 949—962          |
| Lưu Thiệu Tư (留紹鎡)   | 962              |
| Trương Hán Tư (张汉思)  | 962—963          |
| Trần Hồng Tiến (陈洪进) | 963—978          |

### Sở
| Miếu hiệu | Thuỵ hiệu                  | Danh tính            | Thời gian tại vị | Niên hiệu |
| --------- | -------------------------- | -------------------- | ---------------- | --------- |
| Không có  | Vũ Mục Vương (武穆王)      | Mã Ân (馬殷)         | 907-930          | Không có  |
| Không có  | Hoành Dương Vương (衡陽王) | Mã Hy Thanh (馬希聲) | 930-932          | Không có  |
| Không có  | Văn Chiêu Vương (文昭王)   | Mã Hy Phạm (馬希範)  | 932-947          | Không có  |
| Không có  | Phế Vương (廢王)           | Mã Hy Quảng (馬希廣) | 947-950          | Không có  |
| Không có  | Cung Hiếu Vương (恭孝王)   | Mã Hy Ngạc (馬希萼)  | 950              | Không có  |
| Không có  | Không có                   | Mã Hy Sùng (馬希崇)  | 950-951          | Không có  |

### Vũ Bình tiết độ sứ
| Danh tính               | Thời gian tại vị |
| ----------------------- | ---------------- |
| Lưu Ngôn (劉言)         | 951—953          |
| Vương Quỳ (王逵)        | 953—956          |
| Chu Hành Phùng (周行逢) | 956—962          |
| Chu Bảo Quyền (周保權)  | 962—963          |

### Nam Hán
| Miếu hiệu         | Thụy hiệu                     | Danh tính                                     | Thời kỳ tại vị | Niên hiệu                                                               |
| ----------------- | ----------------------------- | --------------------------------------------- | -------------- | ----------------------------------------------------------------------- |
| Cao Tổ (高祖)     | Thiên Hoàng Đại đế (天皇大帝) | Lưu Nham 劉巖, hay sau 926 là Lưu Nghiễm 劉龑 | 917-941        | Càn Hanh (乾亨) 917-925 Bạch Long (白龍) 925-928 Đại Hữu (大有) 928-941 |
| Không tồn tại     | Thương Đế 殤帝                | Lưu Phần (劉玢)                               | 941-943        | Quang Thiên (光天) 941-943                                              |
| Trung Tông (中宗) |                               | Lưu Thịnh (劉晟)                              | 943-958        | Ưng Càn (應乾) 943 Càn Hòa (乾和) 943-958                               |
| Hậu Chủ (後主)    | Không tồn tại                 | Lưu Sưởng (劉鋹)                              | 958-971        | Đại Bảo (大寶) 958-971                                                  |

### Tiền Thục
| Miếu hiệu      | Thụy hiệu                                                           | Danh tính         | Thời gian tại vị | Niên hiệu |
| -------------- | ------------------------------------------------------------------- | ----------------- | ---------------- | --- |
| Cao Tổ (高祖)  | Thần Vũ Thánh Văn Hiếu Đức Minh Huệ hoàng đế (神武聖文孝德明惠皇帝) | Vương Kiến (王建) | 907-918          | Thiên Phúc (天復) - Niên hiệu cũ của nhà Đường) 907 Vũ Thành (武成) 908-910 Vĩnh Bình (永平) 911-915 Thông Chính (通正) 916 Thiên Hán (天漢) 917 Quang Thiên (光天) 918 |
| Hậu Chủ (後主) | Không có                                                            | Vương Diễn (王衍) | 918-925          | Càn Đức (乾德) 918-925 Hàm Khang (咸康) 925 |

### Hậu Thục
| Miếu hiệu      | Thụy hiệu                                                           | Danh tính               | Thời gian tại vị | Niên hiệu                                          |
| -------------- | ------------------------------------------------------------------- | ----------------------- | ---------------- | -------------------------------------------------- |
|                |                                                                     |                         |                  |                                                    |
| Cao Tổ (高祖)  | Văn Vũ Thánh Đức Anh Liệt Minh Hiếu hoàng đế (文武聖德英烈明孝皇帝) | Mạnh Tri Tường (孟知祥) | 934              | Minh Đức (明德) 934                                |
| Hậu Chủ (後主) | Không có                                                            | Mạnh Sưởng (孟昶)       | 934-965          | Minh Đức (明德) 934-938 Quảng Chính (廣政) 938-965 |

### Kinh Nam
| Miếu hiệu | Thụy hiệu               | Danht ính             | Thời gian sống | Thời gian tại vị | Niên hiệu |
| --------- | ----------------------- | --------------------- | -------------- | ---------------- | --------- |
| Không có  | Vũ Tín Vương (武信王)   | Cao Quý Hưng (高季興) | 858-929        | 909-929          | Không có  |
| Không có  | Văn Hiến Vương (文獻王) | Cao Tòng Hối (高從誨) | 891-948        | 929-948          | Không có  |
| Không có  | Trinh Ý Vương (貞懿王)  | Cao Bảo Dung (高寶融) | 920-960        | 948-960          | Không có  |
| Không có  | Trinh An vương          | Cao Bảo Úc (高寶勗)   | 924-962        | 960-962          | Không có  |
| Không có  | Đức Nhân vương          | Cao Kế Xung (高繼沖)  | 943-973        | 962-963          | Không có  |

### Nam Đường
| Miếu hiệu                                         | Thụy hiệu                                                      | Danh tính      | Thời gian tại vị | Niên hiệu                                                        |
| ------------------------------------------------- | -------------------------------------------------------------- | -------------- | ---------------- | ---------------------------------------------------------------- |
| Tiên Chủ (先主) hay Nam Đường Liệt Tổ (烈祖)      | Quang Văn Túc Vũ Hiếu Cao hoàng đế (光文肅武孝高皇帝)          | Lý Biện (李昪) | 937-943          | Thăng Nguyên (昇元) 937-943                                      |
| Trung Chủ (中主) hay Nam Đường Nguyên Tông (元宗) | Minh Đạo Sùng Đức Văn Tuyên Hiếu hoàng đế (明道崇德文宣孝皇帝) | Lý Cảnh (李璟) | 943-961          | Bảo Đại (保大) 943-958 Gia Thái (交泰) 958 Trung Hưng (中興) 958 |
| Hậu Chủ (後主) hay Ngô vương (吳王)               | Không có                                                       | Lý Dục (李煜)  | 961-975          | Không có                                                         |

### Bắc Hán
| Miếu hiệu        | Thuỵ hiệu            | Danh tính              | Thời gian tại vị | Niên hiệu                                       |
| ---------------- | -------------------- | ---------------------- | ---------------- | ----------------------------------------------- |
| Thế Tổ (世祖)    | Thần Vũ Đế (神武帝)  | Lưu Mân (劉旻)         | 951-954          | Càn Hựu (乾祐) 951-954                          |
| Duệ Tông (睿宗)  | Hiếu Hoà Đế (孝和帝) | Lưu Thừa Quân (劉承鈞) | 954-970          | Càn Hữu (乾祐) 954-957 Thiên Vận (天會) 957-970 |
| Thiếu Chủ (少主) | Không có             | Lưu Kế Ân (劉繼恩)     | 970              | Không có                                        |
| Không có         | Anh Vũ Đế (英武帝)   | Lưu Kế Nguyên (劉繼元) | 970-979          | Quảng Vận (廣運) 970-979                        |

### U Châu tiết độ sứ
| Danh tính              | Thời gian tại vị |
| ---------------------- | ---------------- |
| Lưu Nhân Cung (劉仁恭) | 897—907          |
| Lưu Thủ Quang (劉守光) | 907—911          |

### Yên
| Thụy hiệu | Danh tính              | Thời gian sống | Thời gian tại vị | Niên hiệu        |
| --------- | ---------------------- | -------------- | ---------------- | ---------------- |
|           | Lưu Thủ Quang (劉茂貞) | ?—914          | 911—914          | Ứng Thiên (應天) |

### Kỳ
| Thụy hiệu                 | Danh tính             | Thời gian sống | Thời gian tại vị |
| ------------------------- | --------------------- | -------------- | ---------------- |
| Trung Kính Vương (忠敬王) | Lý Mậu Trinh (李茂貞) | 856—924        | 901—924          |

### Triệu
| Thụy hiệu | Danh tính           | Thời gian sống | Thời gian tại vị |
| --------- | ------------------- | -------------- | ---------------- |
|           | Vương Dung (李茂貞) | 877—921        | 910—921          |

### Tĩnh Hải quân tiết độ sứ(chính quyền Giao Chỉ)

##### Khúc thị
| Danh tính                              | Thời gian tại vị |
| -------------------------------------- | ---------------- |
| Khúc Thừa Dụ (曲承裕)                  | 906-907          |
| Khúc Hạo (曲顥) Khúc Thừa Hạo (曲承顥) | 907-917          |
| Khúc Thừa Mỹ (曲承美)                  | 917-923          |

##### Dương thị
| Danh tính                                         | Thời gian tại vị |
| ------------------------------------------------- | ---------------- |
| Dương Đình Nghệ (楊廷藝) Dương Diên Nghệ (楊延藝) | 931-938          |

##### Kiều thị
| Danh tính               | Thời gian tại vị |
| ----------------------- | ---------------- |
| Kiều Công Tiễn (矯公羨) | 938              |